# پترا زوبلاسینگ
پترا زوبلاسینگ (ایتالیایی: Petra Zublasing؛ زادهٔ ۳۰ ژوئن ۱۹۸۹) یک تیرانداز اهل ایتالیا است که در رشتهٔ تیراندازی با تفنگ فعالیت می‌کند. زوبلاسینگ در مسابقات تیراندازی قهرمانی جهان ۲۰۱۴ در رشتهٔ تفنگ بادی ۱۰ متر به مقام قهرمانی رسید.